# قطعنامه ۱۹۲۲ شورای امنیت
قطعنامه ۱۹۲۲ شورای امنیت سازمان ملل متحد که در تاریخ ۱۲ مه ۲۰۱۰ تصویب شد، سندی بین‌المللی دربارهٔ بررسی وضعیت در چاد، جمهوری آفریقای مرکزی و نواحی است. این قطعنامه طی نشست ۶۳۱۲ام با ۱۵ رای موافق، ۰ رای مخالف و ۰ رای ممتنع تصویب شد.